# FCW Divas Championship
L'FCW Divas Championship è stato un titolo di wrestling femminile di proprietà della Florida Championship Wrestling.

## Storia
La creazione del titolo risale al 10 giugno 2010, al termine di un torneo vinto da Naomi.
L'11 agosto 2012 è stato disattivato in seguito alla chiusura della Florida Championship Wrestling..

## Albo d'oro
| # | Lottatrice     | Regno | Data              | Giorni | Località           | Evento     | Note                                                          |
| - | -------------- | ----- | ----------------- | ------ | ------------------ | ---------- | ------------------------------------------------------------- |
| 1 | Naomi          | 1     | 10 giugno 2010    | 189    | Tampa, Florida     | FCW TV     | Ha sconfitto Serena Deeb nella finale di un torneo            |
| 2 | AJ Lee         | 1     | 16 dicembre 2010  | 112    | Tampa, Florida     | FCW TV     |                                                               |
| 3 | Aksana         | 1     | 7 aprile 2011     | 147    | Tampa, Florida     | FCW TV     |                                                               |
| 4 | Audrey Marie   | 1     | 1º settembre 2011 | 105    | Tampa, Florida     | FCW TV     |                                                               |
| 5 | Shaul Guerrero | 1     | 15 dicembre 2011  | 197    | Tampa, Florida     | FCW TV     |                                                               |
| 6 | Caylee Turner  | 1     | 29 giugno 2012    | 43     | Melbourne, Florida | House show |                                                               |
| — | Disattivato    | —     | 11 agosto 2012    | —      | Tampa, Florida     | FCW TV     | Titolo disattivato in seguito alla chiusura della federazione |